# Билка (Болгарія)
Би́лка (болг. Билка) — село в Бургаській області Болгарії. Входить до складу общини Руєн.

## Населення
За даними перепису населення 2011 року у селі проживали 602 особи.
Національний склад населення села:
| Національність   | Кількість осіб | Відсоток |
| ---------------- | -------------- | -------- |
| турки            | 571            | 99,1%    |
| болгари          | 4              | 0,7%     |
| цигани           | 0              | 0%       |
| Всього відповіли | 576            |          |

Розподіл населення за віком у 2011 році:
Динаміка населення: